# Pleurothallopsis nemorosa
Pleurothallopsis nemorosa é uma espécie de orquídea (Orchidaceae) originária do Brasil.